# Vicent Miquel Carceller
Vicent Miguel Carceller (Valencia, 27 de marzo de 1890 - Paterna, 28 de junio de 1940) fue un editor, periodista y escritor español, conocido por ser el director de la revista satírica y anticlerical La Traca. Fue ejecutado víctima de la represión franquista.

## Biografía
De orígenes humildes, se dio a conocer en las páginas de la revista La Traca (su primera colaboración apareció en el número de 23 de diciembre de 1911 en La Traca Nova). De ideología valencianista y anticlerical, y marcado cariz popular, la revista estaba escrita en lengua valenciana —y posteriormente también en castellano— y era continuadora de la antigua Traca de Manuel Lluch Soler (1884-1892). Por ella pasarían, aparte de numerosos dibujantes (a los que se solicitaba sobre todo colaboraciones de temática erótica), escritores notables como Luis de Val, Maximiliano Thous, Eduardo Zamacois o Blasco Ibáñez. Además de La Traca, Carceller impulsó la revista El Cuento del Dumenche (1914), dedicada a la promoción de la literatura en valenciano, y El Fallero, anuario dedicado al mundo de las fallas que saldría ininterrumpidamente desde 1921 hasta 1936. Autor de sainetes en la estela de Eduardo Escalante, promovió también el teatro en valenciano y en 1933 fundó "Nostre Teatre" (Teatro Serrano), sito en la calle Pi i Margall de Valencia. Políticamente blasquista y valencianista, estuvo afiliado al PURA hasta 1918, y más tarde a Izquierda Republicana. Durante la República, su compromiso cultural también le llevó a hacer campaña apoyando el Estatuto de Autonomía de Valencia. Casado con Dolores Ibáñez, contrajo, tras enviudar de esta, segundas nupcias con Francisca Veres, con la que tuvo una hija.
En 1921 cambia el nombre de su negocio editorial (Prensa Valenciana) por el de editorial Carceller. En 1924, tras la suspensión de La Traca por la dictadura de Primo de Rivera, Carceller pone en marcha La Sombra y en 1926 La Chala, que saldría ininterrumpidamente hasta 1934. En marzo de 1922 lanza el Clarín, semanario taurino de difusión nacional que se convertirá en líder en su género.
La llegada de la República marca el punto álgido del negocio editorial de Carceller. A partir de 1931, además de resucitar con gran éxito La Traca (esta vez en castellano), inunda el mercado con publicaciones eróticas como Bésame, Fi-Fi, Rojo y Verde, Nudista o El Piropo. Durante la Guerra Civil seguirá ejerciendo como director de La Traca que, hasta su cierre en marzo de 1938, se distinguirá por sus ataques a las figuras más preeminentes del bando sublevado.
En 1939, tras la caída de Valencia en manos del ejército franquista, fue detenido y confinado en la cárcel Modelo de Valencia. Murió fusilado en junio de 1940 en el campo de tiro de Paterna, al igual que Carlos Gómez Carrera "Bluff", colaborador también de La Traca. Previamente fueron torturados por las autoridades franquistas para descubrir, sin conseguirlo, la identidad de un tercer colaborador de la publicación, que firmaba como Marqués de Sade o Tramús y que no era otro que Enrique Pertegás, director artístico de la revista El Cuento del Dumenge y colaborador de Pensat i Fet. En el transcurso de las torturas, Miquel Carceller fue incluso obligado a comerse una copia de la revista.
Fue promotor de una serie de residencias en la Cañada de Paterna. Entre ellas destacó su propio chalet, llamativo por contar con un muro de entrada compuesto por la fachada de dos barracas, la escultura de "el Nano del Carrer En Llop" y dos reproducciones hechas de material fallero de la Torre de la Lonja de la Seda de Valencia y del Miguelete. Fueron derruidas al acabar la Guerra Civil.

## Obras

### En español
- La bárbara lujuria de la clerecía
- Jesucristo, sangriento pelele
- Memorias de una monja
- La ridícula Virgen María
- Las mentiras de la Biblia
- Los misterios del Vaticano

### En valenciano
- Sermó de Quaresma
- El fulano de la Conxa
- Paca la planchadora
- Quico y Neleta
- Geperut i Coixo